# Mihai Todosia
Mihai Todosia (n. 20 noiembrie 1927, Timișești, Neamț, România – d. 14 decembrie 1995, Iași, România) a fost un economist și profesor universitar român, care a îndeplinit funcția de rector al Universității „Al.I. Cuza” din Iași (1972–1981).

## Biografie

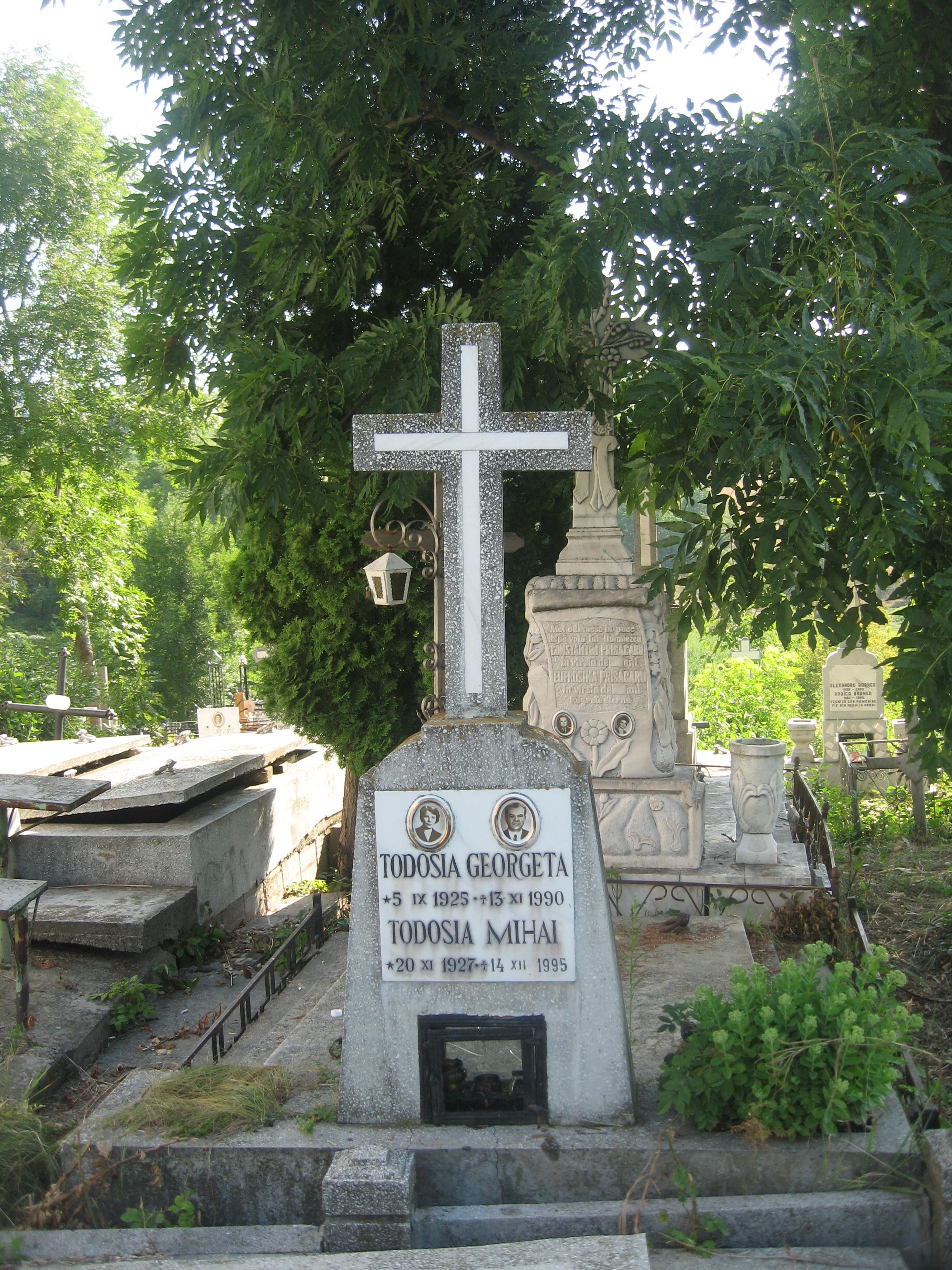
Mormântul prof.dr. Mihai Todosia în cimitirul Mănăstirii Podgoria Copou.

S-a născut la 20 noiembrie 1927 în satul Timișești. A fost fiul unui țăran sărac din Timișești și a crescut ca și copil de trupă. A studiat pe rând la școala primară din comuna Timișești, gimnaziul din Buhuși și Liceul Comercial din Iași, absolvind studiile secundare în 1947. A urmat apoi cursurile Institutului de Științe Economice și Planificare din Iași, pe care le-a absolvit în 1951 cu diplomă de merit.
După absolvirea studiilor superioare, a fost cooptat în învățământul universitar ieșean. A fost, pe rând, asistent (1951–1952) și lector (1952–1962) la Catedra de Economie Politică din cadrul Universității „Al. I. Cuza” din Iași, iar, după înființarea în 1962 a Facultății de Științe Economice din Iași, ca unitate componentă a Universității „Al. I. Cuza”, conferențiar (1962–1969) și profesor universitar (1969–1990) la Catedra de Economie Politică a acestei facultăți. A obținut titlul științific de doctor în economie în anul 1968, cu teza de doctorat Teorii burgheze din perioada interbelică cu privire la industrializarea României, și a devenit la rândul său conducător de doctorat în anul 1972, fiind, multă vreme, singurul conducător de doctorat din domeniul economic al Universității din Iași și îndrumând astfel câteva zeci de doctoranzi.
A predat cursurile de Economie politică, Doctrine economice și Economie mondială și a contribuit la formarea Catedrei de Economie Politică a Universității „Al. I. Cuza” din Iași, pe care a condus-o în perioadele 1955–1972 și 1982–1990, și la crearea școlii ieșene de economie politică. În paralel cu activitatea didactică, a desfășurat o bogată activitate de cercetare științifică, publicând peste 70 de studii și articole consacrate gândirii economice românești, doctrinelor economice contemporane și relațiilor economice internaționale. A fost interesat de teoriile economice cu privire la industrializare și a formulat o serie de opinii cu privire la dezvoltarea complexului economic național din perioada interbelică și la contribuția lui Mihail Manoilescu în domeniul teoriei protecționismului și a schimbului internațional, pe care le-a inclus în studiul introductiv la lucrarea Forțele naționale productive și comerțul exterior : teoria protecționismului și a schimbului internațional (Editura Științifică și Enciclopedică, București, 1986) a lui Manoilescu.
Profesorul Todosia a îndeplinit, de asemenea, în două mandate funcția de rector al Universității „Al. I. Cuza” Iași (1972–1976 și 1976–1981), remarcându-se ca un „bun orator” și devenind cunoscut și apreciat prin „îndrăzneala de a ataca subiecte spinoase cu conotații politice, de care alții fugeau mâncând pământul”. A devenit cu acest prilej un membru marcant al organizației județene a Partidului Comunist Român, conduse într-o vreme de Ion Iliescu, și a fost delegat al acestei organizații la Congresul al XII-lea al Partidului Comunist Român (19–23 noiembrie 1979). Rectorului Todosia i se datorează, într-o mare măsură, încheierea unor relații de colaborare între Universitatea „Al. I. Cuza” din Iași și unele universități străine, relații care au permis mai multor profesori și cercetători ieșeni și chiar din alte părți ale țării să beneficieze de stagii de documentare și pregătire în universitățile partenere. Una dintre universitățile cu care universitatea ieșeană a încheiat un parteneriat în perioada mandatului rectorului Todosia a fost Universitatea din Freiburg, grație profesorului Paul Miron.
Mihai Todosia a fost ales membru corespondent al Academiei de Științe Sociale și Politice a Republicii Socialiste România.

## Merite profesionale
Ascensiunea în cariera academică i-a adus numeroase avantaje de ordin material, social și politic, dar, în același timp, i-a permis să influențeze activitatea științifică din centrul universitar ieșean. Todosia a fost preocupat mai mult de îmbogățirea sa spirituală decât de asigurarea unui trai confortabil. Poziția dobândită în învățământul superior ieșean și relațiile sale personale cu funcționari de rang înalt de la București i-au permis să călătorească de mai multe ori în străinătate și să întrețină relații cu intelectuali români și străini, prin intermediul cărora a reușit să procure cărți și reviste străine noi și să-și creeze în timp o bibliotecă personală bogată, care cuprindea, potrivit unor surse, câteva mii de exemplare.
Accesul la această bibliotecă a fost permis cadrelor didactice universitare, doctoranzilor și studenților, care au putut astfel să-și ridice nivelul profesional într-o epocă în care informația era standardizată și cenzurată. Cărțile din biblioteca profesorului Todosia și din colecția secretă a bibliotecii Academiei „Ștefan Gheorghiu”, la care prof. Todosia avea acces, au fost fotocopiate clandestin și au stat la baza unor dezbateri științifice, organizate de profesorii Todosia, Ion Pohoață, Ion Ignat, Spiridon Pralea, Gheorghe Luțac și Valeriu Coste, care au făcut ca Iașiul să devină un centru de „fervoare intelectuală” în acele vremuri. Într-un volum de interviuri cu Vladimir Tismăneanu, fostul lider comunist și președinte al României Ion Iliescu afirma, de asemenea, că rectorul Todosia a fost unul dintre cei care l-au aprovizionat cu diferite cărți din străinătate.
Mihai Todosia a influențat mediul academic ieșean, creând o „atmosferă de emulație” și ajutându-i pe colegii și colaboratorii lui să fie conectați la activitatea științifică din străinătate și să transmită studenților informații teoretice și practice noi. Rezultatul principal al lecturilor din literatura străină pusă la dispoziție de profesorul Todosia a fost elaborarea de către colectivul Catedrei de Economie Politică la jumătatea anului 1990, la câteva luni după înlăturarea regimului comunist, a unui Manual de Economie Politică, în două volume (peste o mie de pagini), adaptat economiei de piață, manual care a fost folosit o perioadă îndelungată atât în mediul universitar românesc, cât și în mediul universitar din Republica Moldova.
Profesorul univ. Vasile C. Nechita (n. 1935), care l-a cunoscut îndeaproape, considera că Mihai Todosia „era, nativ, deștept; avea o inteligență speculativă, țărănească-pragmatică și nu genială; gândea logic, de multe ori cuceritor, prin spontaneitate; proba, curent, predispoziție pentru activități intelectuale de rafinament; și, cel mai de apreciat, fără să stea prea mult pe gânduri, sesiza foarte rapid esențialul din orice context, din orice scriere, discuție sau reflecție fugară”. Posteritatea profesorului Todosia este legată, în opinia prof. Nechita, „de rolul exercitat în aducerea Occidentului ideatic la Iași, de exemplul personal dat în procurarea, studierea și folosirea literaturii de specialitate, autohtone și străine, în predarea Doctrinelor economice contemporane, de aportul, esențial, la crearea și recunoașterea școlii economice ieșene”.

## Distincții
Mihai Todosia a fost decorat cu mai multe ordine:
- Medalia Muncii (14 septembrie 1953)[14]
- Ordinul „Steaua Republicii Populare Romîne” clasa a V-a (9 decembrie 1964) „pentru merite deosebite în opera de construire a socialismului, cu prilejul celei de a XX-a aniversări a eliberării patriei”[15]
- Ordinul „Tudor Vladimirescu” clasa a V-a (25 decembrie 1967) „pentru merite deosebite în opera de construire a socialismului, cu prilejul celei de-a XX-a aniversări a proclamării Republicii”[16]
- Ordinul „23 August” clasa a III-a (16 decembrie 1972) „pentru merite deosebite în opera de construire a socialismului, cu prilejul aniversării a 25 de ani de la proclamarea Republicii”[17]
- Ordinul „Meritul Științific” clasa a II-a (7 mai 1981) „pentru rezultatele obținute în îndeplinirea cincinalului 1976–1980, pentru contribuția deosebită adusă la înfăptuirea politicii Partidului Comunist Român de făurire a societății socialiste multilateral dezvoltate în patria noastră, cu prilejul aniversării a 60 de ani de la făurirea Partidului Comunist Român”[18]

## In memoriam
În semn de omagiu, Biblioteca Universității „George Bacovia” din Bacău a primit numele „Mihai Todosia”.

## Lucrări publicate

### Cărți
- Revoluția săvîrșită de K. Marx și Fr. Engels în economia politică (Universitatea „Al. I. Cuza”, Iași, 1961)
- Teorii burgheze din perioada interbelică cu privire la industrializarea României (Universitatea „Al. I. Cuza”, Iași, 1967)
- Doctrine economice contemporane (Ed. Junimea, Iași, 1978)
- Doctrine economice contemporane (Ed. Didactică și Pedagogică, București, 1985)
- Cultură și economie. Puncte de vedere din perioada interbelică (Ed. Junimea, Iași, 1986) – coautor Ioan Saizu
- John Maynard Keynes, doctrinar al capitalismului monopolist de stat, Universitatea „Alexandru Ioan Cuza”, Iași, 1987) – coordonator
- Virgil Madgearu: omul și opera (Universitatea „Alexandru Ioan Cuza”, Iași, 1988) – coordonator
- Doctrine economice (Ed. Universității „Al. I. Cuza”, Iași, 1992)

### Studii
- „N. Șuțu și economia politică a epocii sale”, în vol. Mihai Todosia, Ene Marin și colab., Economistul Nicolae Suțu (Ed. Academiei Republicii Socialiste România, București, 1974) – în colaborare cu Ene Marin și alții

### Articole
- „Realități și problematică în gîndirea economică românească din perioada interbelică”, în Analele științifice ale Universității „Al. I. Cuza” – Iași, Științe economice, anul XIX, 1973 , pp. 1—18.
- „Școala cunoștințelor aprofundate, școala conduitei etice. Despre progresele calitative ale învățămîntului superior — relatează prof. dr. Mihai Todosia, rectorul Universității „Al. I. Cuza” – Iași”, în Scînteia, anul XLIII, nr. 9680, sâmbătă 3 noiembrie 1973, p. 3.
- „Universitatea din Iași și spiritualitatea românească”, în Dialog, anul XV, nr. 1 (94), 1983, p. 3.